# Ana Paula de Oliveira
Ana Paula de Oliveira (* 6. Juni 1996 in Maringá) ist eine ehemalige brasilianische Leichtathletin, die sich auf den Hochsprung spezialisiert hat. Ihren größten Erfolg feierte sie mit dem Sieg bei den Südamerikameisterschaften 2015 in Lima.

## Sportliche Laufbahn
Erste internationale Erfahrungen sammelte Ana Paula de Oliveira im Jahr 2012, als sie bei den Jugendsüdamerikameisterschaften in Mendoza mit übersprungenen 1,76 m die Goldmedaille gewann. Im Jahr darauf belegte sie bei den Jugendsüdamerikameisterschaften in Donezk mit 1,79 m den fünften Platz und anschließend gelangte sie bei den Panamerikanischen Juniorenmeisterschaften in Medellín mit 1,73 m auf Rang sechs. Zudem siegte sie bei den Juniorensüdamerikameisterschaften in Resistencia mit einer Höhe von 1,79 m. 2014 schied sie bei den Juniorenweltmeisterschaften in Eugene mit 1,79 m in der Qualifikationsrunde aus und anschließend gewann sie bei den U23-Südamerikameisterschaften in Montevideo mit 1,82 m die Silbermedaille hinter ihrer Landsfrau Tamara de Sousa. Im Jahr darauf siegte sie mit neuem brasilianischen U20-Rekord von 1,86 m bei den Juniorensüdamerikameisterschaften in Cuenca und siegte daraufhin mit 1,82 m bei den Südamerikameisterschaften in Lima. Im August gelangte sie bei den Panamerikanischen Spielen in Toronto mit 1,80 m auf Rang elf, ehe sie bei den Panamerikanischen Juniorenmeisterschaften in Edmonton mit derselben übersprungenen Höhe die Bronzemedaille gewann. 2016 bestritt sie ihre letzte Wettkampfsaison und beendete daraufhin ihre aktive sportliche Laufbahn im Alter von nur 20 Jahren.